# NomadBSD
NomadBSD는 FreeBSD를 기반으로 하는 USB 플래시 드라이브용 64비트 라이브 시스템이다.  자동 하드웨어 감지 및 설정과 함께 기본적으로 작동하지만 데이터 복구에도 사용할 수 있는 데스크탑 시스템으로 사용하도록 구성된다.

## 같이 보기
- FreeBSD
  - TrueOS
  - MidnightBSD
  - GhostBSD
  - HardenedBSD
  - BSD Router Project (BSDRP)
  - DesktopBSD
  - 다윈 (운영 체제)
- OpenBSD
- NetBSD